# Cinanggela
Cinanggela is een bestuurslaag in het regentschap Bandung van de provincie West-Java, Indonesië. Cinanggela telt 4109 inwoners (volkstelling 2010).